# Andy Green
Andy Green (* 30. Juli 1962) ist ein RAF-Pilot im Rang eines Wing Commanders (Oberstleutnant) aus dem Vereinigten Königreich. Er studierte am Worcester College an der Universität von Oxford. Er hält den aktuellen Geschwindigkeitsweltrekord für Landfahrzeuge und durchbrach als erster Mensch in einem von der FIA offiziell anerkannten Rekordversuch mit einem Landfahrzeug die Schallmauer.
Am 25. September 1997 erreichte er mit dem ThrustSSC in der Black Rock Desert, Vereinigte Staaten, eine Rekordgeschwindigkeit von 1.149,30 km/h. Am 15. Oktober 1997 verbesserte er mit dem Fahrzeug den Rekord auf 1.227,99 km/h, was Mach 1,016 und damit Überschallgeschwindigkeit entspricht.
Einen weiteren Geschwindigkeitsweltrekord stellte Green am 23. August 2006 für Fahrzeuge mit Dieselmotoren auf: Er erreichte mit dem JCB Dieselmax in Bonneville Salt Flats, Utah, 563,418 km/h, obwohl er nur ca. 800 kW der verfügbaren 1.100 kW Leistung nutzte. Der vorherige Geschwindigkeitsweltrekord für Dieselfahrzeuge stammte aus dem Jahr 1973.
Green wirkte an der Entwicklung des Fahrzeugs Bloodhound SSC mit, das er am 26. Oktober 2017 in England bis 320 km/h schnell probefuhr und das 2018 1600 km/h erreichen sollte. Aufgrund Insolvenz der Projektgruppe und andauernder Sponsorensuche des neuen Eigentümers hängt das Projekt Stand 2021 in der Schwebe.